# アッコ・徳光のラジオ紅白歌合戦
『アッコ・徳光のラジオ紅白歌合戦』（アッコ・とくみつのラジオこうはくうたがっせん）は、ニッポン放送で2000年12月 - 2007年8月の計14回にわたり放送されていた生放送の音楽ラジオ特別番組である。なお、本項目では番組タイトル改題後の「報道・スポーツ・芸能ニュース アッコ・徳光 歌のタイムトンネル2006・2007」についても一括して扱う。

## 番組概要
- 8月（編成上の都合上で7月or9月の時もあり）と12月の年2回放送されていた。夏季のみアッコ・徳光の真夏の紅白歌合戦というタイトルになる（2001年8月 - 2005年8月）。聴取率調査週間にあわせる形で放送されるケースが多かった。
- テーマ曲は、かつてNHK紅白歌合戦の入場行進の際に使われた、「乾杯の歌（スタインソング）」（ドイツ民謡）。
- お台場ドーム・有楽町スタジアム等の架空の会場で紅白歌合戦を開催し、それを生中継するという設定で、歌手の登場シーンの実況や、観客の声援（効果音）、応援団である有名人のコメント（松村邦洋による物まね）が挿入される。
- 勝敗は、リスナーからの投票で決まる。
- 当タイトルとしては2005年12月の回でいったん終了し、2006年9月・12月と2007年8月の3回はアッコ・徳光は続投で「報道・スポーツ・芸能ニュース アッコ・徳光 歌のタイムトンネル2006（→2007）」と改題・リニューアルして放送されたが、2007年8月で全てのシリーズが一旦終了した。
- その後、2011年12月18日に『岸谷五朗サンデーヒットパラダイス』の枠内で、「夢の対決！ラジオ紅白歌合戦 2011」を放送し[1]、2012年12月31日には垣花正・上柳昌彦両アナウンサーの司会で「ニッポン放送 年忘れ ラジオ紅白歌合戦」を放送[2]、2013年12月14日に『徳光和夫 とくモリ!歌謡サタデー』の枠内で徳光が司会、キンタロー。を紅組キャプテン、コロッケを白組キャプテンとした「夢のラジオ紅白歌合戦」を放送[3]するなど、ニッポン放送において「ラジオ紅白歌合戦」と称した企画は断続的に行われていた。
- 2015年12月20日に、高橋みなみ（当時AKB48）を紅組新キャプテンとした本番組の復活版「徳光・たかみなのラジオ紅白歌合戦 2015」が放送されることになった[4]。

### 司会・パーソナリティ
- 紅組キャプテン：和田アキ子（アッコ）⇒高橋みなみ（たかみな）
- 白組キャプテン：徳光和夫

#### 中継
- 赤坂泰彦 2000年12月 - 2005年12月

赤坂泰彦のサタデーリクエストバトルが2006年3月で終了に伴い降板。
- 福澤朗（フリーアナウンサー） 2005年12月 - 2006年9月

福澤朗ラジオ☆スターが2006年9月で終了に伴い降板。
- 新保友映（当時ニッポン放送アナウンサー）2006年12月 - 2007年8月

#### アシスタント
ゴッドアフタヌーン アッコのいいかげんに1000回のアシスタントが担当していた。
- 桜庭亮平（当時:ニッポン放送、のちフジテレビアナウンサー）2000年12月のみ
- 垣花正（当時ニッポン放送アナウンサー）2001年8月 - 2007年8月

#### テレホンセンター
男性・女性アナウンサー各1人が担当する
- 吉田尚記（ニッポン放送アナウンサー）2000年12月 - 2007年8月
- 山本まゆ子（当時:ニッポン放送、のちフジテレビアナウンサー）2000年12月 - 2005年12月
- 増田みのり（ニッポン放送アナウンサー）2006年9月 - 2007年8月

#### 応援ものまね
- 松村邦洋 2000年12月 - 2007年8月・2015年12月
- 清水ミチコ 2015年12月

#### 応援
- 氷川きよし 2005年12月・2006年9月

## 放送時間
- 土曜日 11:00 - 17:00（2015年復活版は日曜日 18:00 - 21:50）
  - BSデジタルラジオであるLFX488でも一度だけ放送されたことがある。当時このチャンネルでは『いいかげんに1000回』が当日夜と水曜夜に、その当時後続番組だった『赤坂泰彦のサタデーリクエストバトル』が翌日夜と木曜夜にともにディレイ放送されており、それぞれの放送時間を延長した上で3時間に編集したもの（地上波ではこの時11:00 - 15:00の4時間放送だった）を合計4回放送した。